# Porsche 928
Porsche 928 — спортивный автомобиль компании Porsche, выпускавшийся с 1977 по 1995 год. В 1978 году 928 признали «европейским автомобилем года». Это первый и единственный раз, когда автомобиль Porsche выиграл этот конкурс. Также, это единственный случай, когда его выиграл спортивный автомобиль вообще.

## История
История 928-й модели началась в 1971 году, когда компания задумалась о замене Porsche 911, который просуществовал значительно дольше запланированного срока. Было рискованно строить будущее компании, полагаясь только на эту модель. Поэтому было принято решение о создании замены 911-й модели, хотя по сути модель 928 не являлась ею, так как была больше, тяжелее, мощнее и дороже.
К 1973 году опытный образец был смонтирован и испытан. В этот момент разразившаяся Арабо-израильская война создала угрозу энергетического кризиса. Большие, пожирающие бензин машины перестали пользоваться спросом. Это стало прямым попаданием и в 928, и в фирму. Проект был немедленно заморожен и производство отложили до 1977 года.
Серийный 928, представленный на Женевском автосалоне, имел уменьшенный до 4,5 л. объём и пониженную до 240 л. с. мощность. Конечно, он был медленнее, чем первоначально запланированный, но зато заметно экономичней. Кроме нового двигателя V8, этот автомобиль был также оснащен новым изобретением — задней подвеской Weissach, которая допускала пассивное управление задними колесами. Обычные задние подвески создают расхождение при торможении, что приводит к избыточной поворачиваемости. Weissach за счёт гибкого заднего нижнего рычага-«лезвия» и за счёт податливого переднего сайлентблока продольного рычага при торможении создаёт небольшое схождение задних колёс и, таким образом, значительно стабилизирует управляемость. Это сделало 928 безопасным автомобилем.
Кузов, спроектированный Вольфгангом Мёбиусом под руководством Анатолия Лапина, был по большей части из гальванизированной стали, но двери, передние крылья и капот были выполнены из алюминия для снижения веса машины. Внешний вид автомобиля был менее самоуверенным, чем у Porsche 911, 4-местный салон более просторным и удобным. С годами рабочий объём двигателя этого автомобиля увеличился, возросла максимальная мощность, значительно улучшились характеристики. Авторитет модели поднялся на новую высоту. Однако через несколько лет после начала выпуска продажи машины оставляли желать лучшего, особенно в США, где из-за высоких цен они были очень низки. Тем не менее, вслед за «928» последовали её варианты «928 S», затем «S2», «S3» (только для США), «S4», «GT» и «GTS».
Покупатели считали 928 чрезмерно дорогим и совершенно другим автомобилем Porsche. Спрос на 911 оставался на высоком уровне. С самого начала модели 928 пришлось бороться за внимание покупателей. К концу 1980-х годов фирма выпускала их поштучно. Будь руководство менее амбициозным, 928 следовало снять с производства.
Однако, главная угроза выживанию возникла со стороны конкурентов. В 1989 году Mercedes-Benz запустил в производство превосходно спроектированный 500SL. Этот автомобиль, — почти с такой же скоростью, как Porsche, но более удобный и дешевый — был более привлекателен. С этого момента 928 вынужден был бороться за выживание. Годом позже, BMW 850i добавил неприятностей. Перспективы развития рынка 928 стали туманными. В конце 1980-х годов объём производства катастрофически упал. Фирма собирала менее тысячи автомобилей в год, а в середине 1990-х — по одному в день.

## Известные владельцы
Одним из владельцев Porsche 928 является ведущий британской телепередачи Top Gear Джереми Кларксон. Он рассказывал, что в 1994 году в Лондоне ему позвонила мать и сообщила о том, что его отец в тяжёлом состоянии находился в госпитале в Шеффилде. Кларксон взял модель Porsche 928 и отправился на ней в Шеффилд, успев приехать к отцу в больницу и поговорить с ним. Через полчаса после разговора отца не стало: сам Джереми говорил, что если бы не взял эту машину, то мог бы не успеть попрощаться с отцом.

## В играх
Модель Porsche 928 встречается в компьютерной игре Need For Speed: Porsche Unleashed в нескольких вариантах:
- Porsche 928 — в версии для PlayStation («золотая» эра, класс 1). В ПК-версии упоминается только в разделе «Хроники Порше» (Porsche Chronicles)
- Porsche 928 S — в версии для PlayStation («золотая» эра, класс 1). В ПК-версии упоминается только в разделе «Хроники Порше» (Porsche Chronicles)
- Porsche 928 GTS — в версии для PlayStation («золотая» эра, класс 1) и в ПК-версии («современная» эра, класс 2). Разблокируется только путём скачки файла из Интернета.